# Prins Bernhardpark
Het Prins Bernhardpark is een klein park in de Amsterdamse wijk Watergraafsmeer. Het park is gelegen ten noorden van de Hugo de Vrieslaan, ten zuiden van de Kamerlingh Onneslaan, ten westen van de Nobelweg en ten oosten van de Gooiseweg. Het park is aangelegd na de opening van het Amstelstation in 1939 net als het Julianapark. 
Oorspronkelijk was het park een oostelijke voortzetting van het in de jaren 1990 grotendeels verdwenen Julianapark dat nu een woonwijk met dezelfde naam is. Het park wordt tegenwoordig voor een groot deel in beslag genomen door een tuincentrum waarbij dit tuincentrum als een enclave in het park ligt waarbij in het midden slechts een kleine strook van het park over is gebleven. Aan zuidoostzijde ligt aan de Gooiseweg ook een tankstation als een enclave in het park. Aan de zuidzijde ligt een waterpartij die een voortzetting van de vijver in het Julianapark is. 
Alleen aan de noordzijde bestaat het park nog over de volle breedte. Aan de oostzijde aan de overzijde van de Nobelweg ligt het park Frankendael. 
Het park is vernoemd naar Prins Bernhard.      